# Aspilatopsis alicata
Aspilatopsis alicata är en fjärilsart som beskrevs av Felder 1874. Aspilatopsis alicata ingår i släktet Aspilatopsis och familjen mätare. Inga underarter finns listade i Catalogue of Life.